# Визоме (Белуно)
Визоме је насеље у Италији у округу Белуно, региону Венето.
Према процени из 2011. у насељу је живело 682 становника. Насеље се налази на надморској висини од 343 м.